# Ymir (satélite)

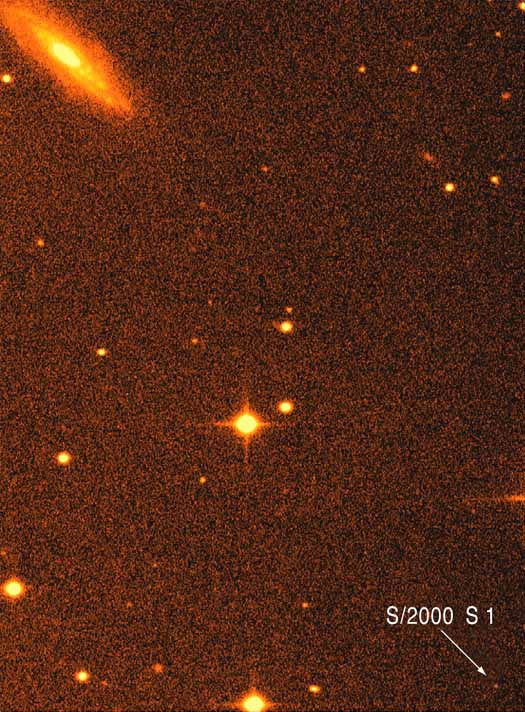
Foto de Ymir, ainda indicada pelo seu nome não oficial

Ymir, também conhecido como Saturno XIX, é um satélite natural de Saturno. Sua descoberta foi anunciada por Brett J. Gladman, et al. em 2000. Sua designação provisória foi S/2000 S 1.
Ymir tem cerca de 16 km de diâmetro, e orbita Saturno a uma distância média de 23 175 000 km em 1317,137 dias, com uma inclinação de 172° com a eclíptica (146° com o equador de Saturno), em uma direção retrógrada com uma excentricidade de 0,358.
Foi nomeado em agosto de 2003 a partir de Ymir, da mitologia nórdica. 